# The Wife (romanzo)
The Wife è un romanzo del 2003 di Meg Wolitzer, Il romanzo è stato adattato in un film pubblicato nel 2017, con protagonista Glenn Close. In Italia è stato edito da Garzanti.

## Trama
Durante un viaggio in aereo, Joan Castleman decide di lasciare al più presto suo marito. I due stanno viaggiando verso Helsinki dove lui, il grande scrittore Joe Castleman, sta per ricevere un prestigioso premio. Joan descrive suo marito come: "uno di quegli uomini che posseggono il mondo... ma che non sanno prendersi cura né di se stessi né di nessun altro e che prende gran parte del suo stile dal Dylan Thomas Handbook of Personal Hygiene and Etiquette". Per i 40 anni del loro matrimonio, Joan ha soppresso il proprio talento letterario per supportare suo marito, ma ora ha intenzione di smetterla. 
La storia ci porta indietro nel tempo fino agli anni '50 del Novecento, presso lo Smith College e il Greenwich Village. Qui incontriamo i due da ragazzi, scopriamo come si sono conosciuti, seguiamo l'evolversi della loro relazione, scopriamo tutte le decisioni chiave della loro storia e cosa li ha portati al punto a cui sono arrivati ora. Seguiamo dunque i successi di Joe e i suoi tradimenti, fino ad arrivare alla rivelazione di un segreto a dir poco scioccante che i due nascondono da sempre.

## Fonti d'ispirazione
Quando l'autrice era giovane credeva che il sessismo sarebbe gradualmente sparito, diventando infine un semplice ricordo dei tempi che furono. Quando ciò non accadde, e lei in quanto autrice continuò a percepire molto sessismo nel mondo dell'editoria, dunque maturò l'idea di esplorare questo tema in un libro. A tal proposito, Wolitzer ha dichiarato: "l'idea che l'esperienza maschile venga considerata come rappresentativa dell'esperienza in generale mentre l'esperienza femminile come valida solo per le donne è deprimente". L'autrice ha inoltre espresso una forte frustrazione relativa al concetto di "libri da donne", il quale è a suo avviso spesso riferito a quei pochi romanzi che esplorano le emozioni e il mondo interiore di una donna". Per questi motivi, l'autrice ha deciso di esplorare il modo in cui il mondo tratta diversamente gli uomini rispetto alle donne e scelto di farlo nell'ambito del matrimonio. Wolizter non ha sperimentato questa dinamica in prima persona e si è dunque ispirata alla storia di sua madre, la scrittrice Hilma Wolitzer. la quale fu apostrofata "casalinga diventata scrittrice" quando pubblicò il suo primo romanzo. Wolitzer madre percepì tale descrizione come sia sdegnosa che interessante, in quanto sembrava descrivere qualcosa di simile alla trasformazione di Clark Kent in Superman all'interno di una cabina telefonica.